# スーパーカネコノバシステム
スーパーカネコノバシステムは、カネコが発売したアーケードゲーム用基板。

## 概要
「レンダリング」「ポリゴン表示」という画面描画の基本操作を1枚のボードで作業化することを考えた画像処理エンジンを搭載している。
開発開始は1994年。折りしもプレイステーション等の次世代ゲーム各機の開発が伝えられ、3次元描画能力が売りになると予想された当時、SH-2を利用し画面処理コアとして作動させ、同業他社にも積極的に売り込む目算でいた。
また、マザーボードはゲームセンターなどの店舗に無償で貸し出され、ソフトはロムカセットとして安価で販売するというビジネスモデルも構築されていた。
ところが、SH-2関連の開発プログラムはまだ完成域に達しておらず、下請けの日立ソフトウェアエンジニアリングによる作業も滞り、開発は頓挫、同社は完成を見ずに引き上げてしまう。残された未完成の基板を元にカネコ独力で完成させ、第1弾ソフトギャルズパニック4遊を発売したのは1996年。既に同等以上の処理性能を持つ基板が各社から出ている中にあって、当初の目論見は外れ、この基板を用いる他メーカーは数社のみに留まった。
また、ライターのぜくうが著書『アーケード未発売・未稼働ゲーム大全2』で語ったところによると、『ギャルズパニック4遊』以降、導入が予定されていた作品の発売延期が相次ぎ、中止に至ったとされている。ぜくうは同基板がカネコにとって初めて自分たちで開発したものであり、あらゆるビジネス展開に不慣れだったことが混乱の原因ではないかと指摘している。
なお、SH-2はセガサターンにも用いられていたことから、『あすか120%リミテッド』のようにセガサターン用ソフトとして発売された例もある。
この基板の特許権を巡って日立製作所と日立ソフトウェア、カネコとの間で裁判沙汰になっており、今なお係争中である。

## 主な対応作品
- ギャルズパニック4遊
- ギャルズパニックS
- ギャルズパニックS2
- ギャルズパニックS3
- パニックストリート
- さるかにハムぞう
- 閃激ストライカー（童開発）
- サイヴァーン
- パズループ（ミッチェル開発）
- 線脳
- ガツン
- ジャンジャンパラダイス
- ジャンジャンパラダイス2
- VS麻雀 乙女繚乱
- TEL雀

## 発売中止作品
| 作品名               | 開発元                                | 備考 | 注          |
| -------------------- | ------------------------------------- | --- | ----------- |
| ユキブタマンP        | ケイブ                                | 『スノーブラザーズ』（東亜プラン）の元スタッフが中心となって開発しており、同作の精神的続編という位置づけにあった。 業界紙「ゲームマシン」538号（1997年4月1日）に掲載された広告によると、1997年3月稼働予定だった。 | [ 1 ] [ 3 ] |
| 秘密の花ポコ         | ケイブ                                | 『魚ポコ』の続編。ケイブが2008年11月にイベントで発売した『声セレブ・プレミアムコンピ・ボイス丼』のCDにBGMとキャラボイスが収録され、ジャケットにはタイトルロゴも公開されている。                                   |             |
| あすか120%リミテッド | ファミリーソフト/フィルインカフェ開発 | のちにセガサターン用ソフトとして発売。 | [ 2 ]       |
| ギャルズパニック3D   |                                       | |             |
| スピードダイブ       |                                       | |             |